# Sülstorf
Sülstorf là một đô thị ở huyện Ludwigslust, bang Mecklenburg-Vorpommern, Đức. Đô thị này có diện tích 18,64 km², dân số thời điểm 31 tháng 12 là 950 người.